# Nepomukstatue (Bystrzyca Kłodzka)

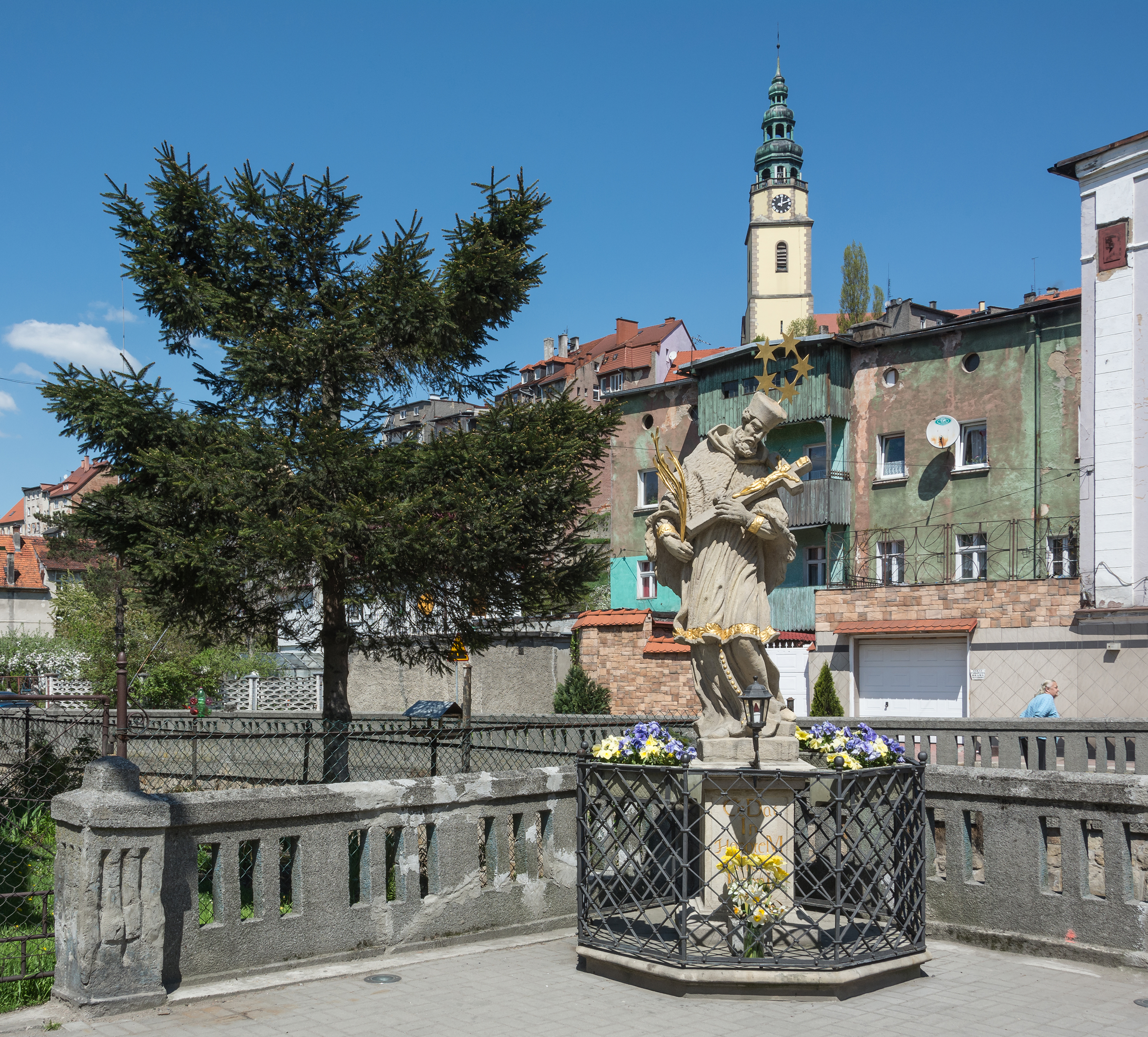
Die Nepomukstatue

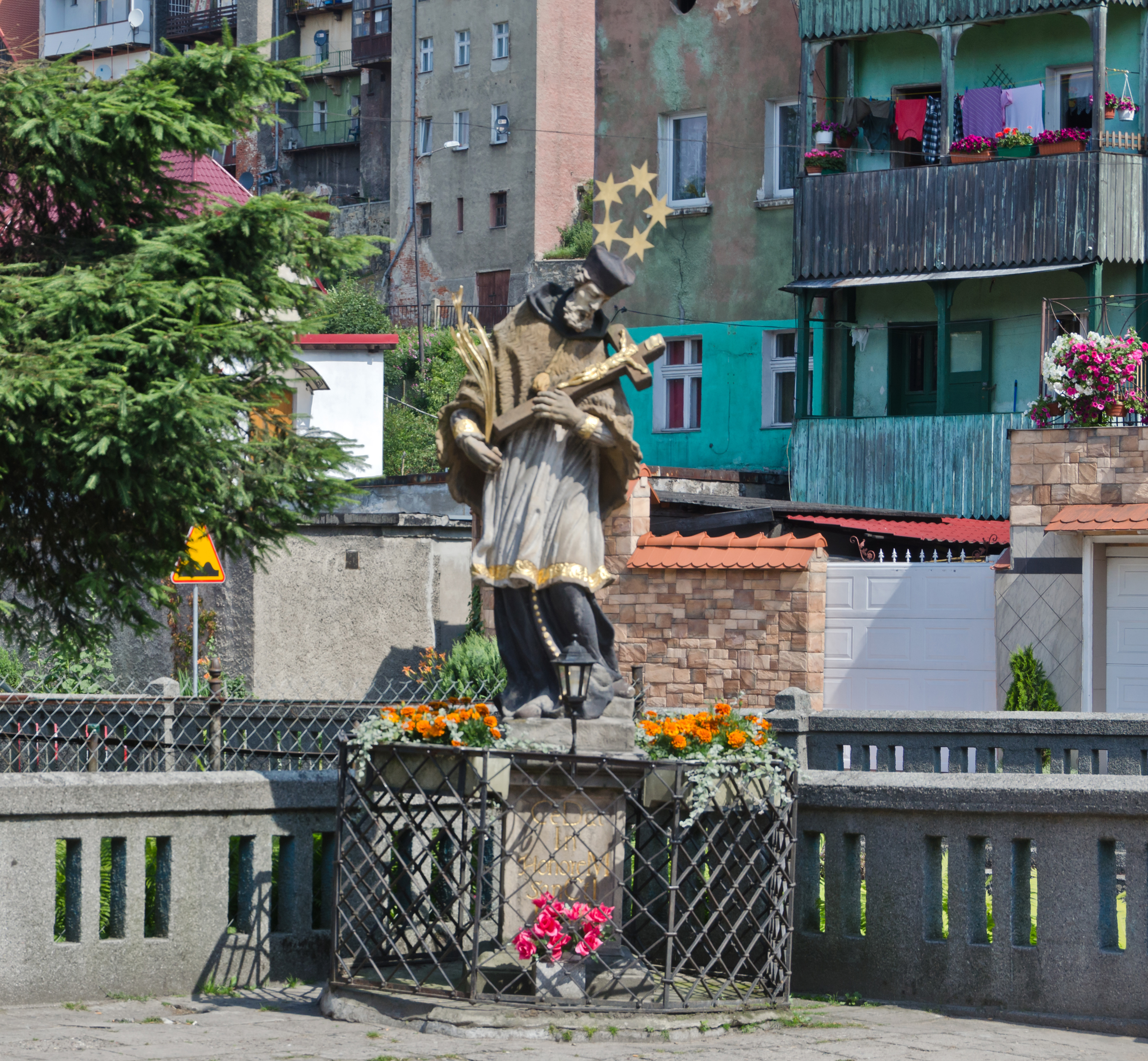
Die 2014 noch bemalte Skulptur

Die Nepomukstatue in der niederschlesischen Stadt Bystrzyca Kłodzka (Habelschwerdt) ist eine barocke Skulptur aus dem frühen 18. Jahrhundert. Sie steht auf der Hospitalbrücke.

## Geschichte und Beschreibung
Die Nepomukstatue wurde durch Franz Karl Veit geschaffen und 1704 aufgestellt. Sie stellt den böhmischen Landesheiligen Johannes Nepomuk (~1350–1393) dar, den Schutzpatron für Gewässer, der vor Überschwemmungen schützen soll. Nepomukstatuen wurden häufig in der Nähe von Flüssen, Teichen, Seen und auf Brücken aufgestellt. Sie wurde somit noch vor seiner Heiligsprechung durch Papst Benedikt XIII. im Jahr 1729 aufgestellt. Am 22. Juni 1982 wurde sie unter Denkmalschutz gestellt. 1999 wurde die Statue umfangreich restauriert.
Die Skulptur steht auf einem kurzen Sockel und ist von einer gusseisernen Umzäunung umgeben. Die steinerne Nepomukskulptur in natürlicher Größe ist golden verziert, hält ein Kreuz mit gekreuzigtem Christus und einen Palmzweig in der Hand. Er trägt eine Kappe und ist mit einem Sternenkranz mit fünf Sternen aus Metall gekrönt. Bis zu einer erneuten Restaurierung der Statue im Jahr 2014 war sie vollständig mit Farbe bedeckt. Am Sockel findet sich vorne das lateinische Chronogramm CeDat In honoreM sanCtI IoannIs („Es diene zur Ehre des heiligen Johannes“; 1704). An der Rückseite befinden sich das Künstlerzeichen und die Inschrift „Franciscus Carolus Veit fecit 1704“.